# Nephrodium microstegium
Nephrodium microstegium là một loài thực vật có mạch trong họ Dryopteridaceae. Loài này được Hook. miêu tả khoa học đầu tiên năm 1862.